# فاراجدين

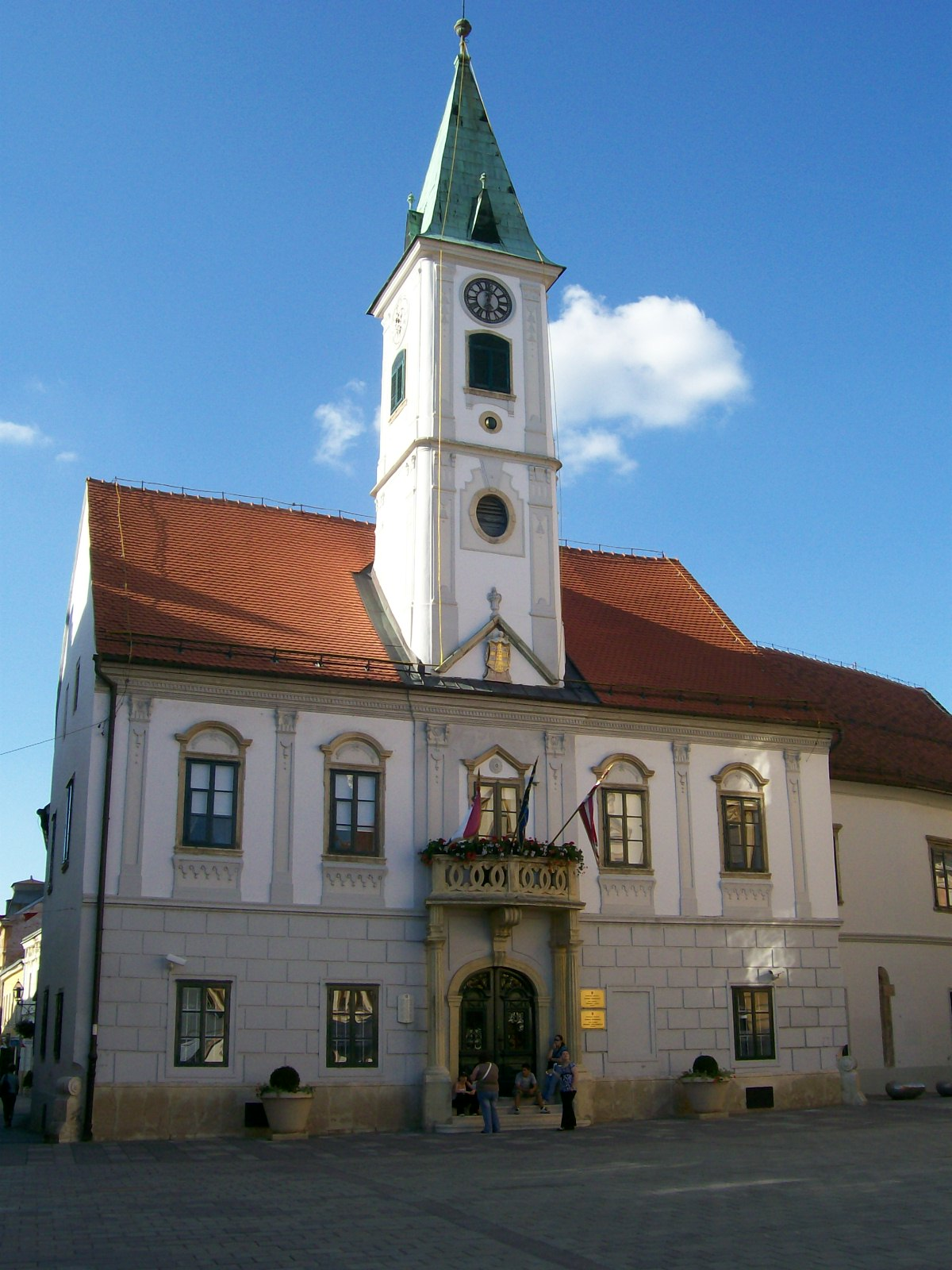

فاراجدين (بالكرواتية: Varaždin; (بالمجرية: Varasd)) هي مدينة في شمال كرواتيا، تبعد 81 كم عن العاصمة زغرب. تشتهر المدينة بالمباني الباروكية، والمنسوجات والمواد الغذائية وصناعة تكنولوجيا المعلومات.

## المناخ
يظهر الجدول التالي التغييرات المناخية على مدار السنة لفاراجدين:
| البيانات المناخية لـفاراجدين                             | البيانات المناخية لـفاراجدين | البيانات المناخية لـفاراجدين | البيانات المناخية لـفاراجدين | البيانات المناخية لـفاراجدين | البيانات المناخية لـفاراجدين | البيانات المناخية لـفاراجدين | البيانات المناخية لـفاراجدين | البيانات المناخية لـفاراجدين | البيانات المناخية لـفاراجدين | البيانات المناخية لـفاراجدين | البيانات المناخية لـفاراجدين | البيانات المناخية لـفاراجدين | البيانات المناخية لـفاراجدين |
| الشهر                                                    | يناير                        | فبراير                       | مارس                         | أبريل                        | مايو                         | يونيو                        | يوليو                        | أغسطس                        | سبتمبر                       | أكتوبر                       | نوفمبر                       | ديسمبر                       | المعدل السنوي                |
| -------------------------------------------------------- | ---------------------------- | ---------------------------- | ---------------------------- | ---------------------------- | ---------------------------- | ---------------------------- | ---------------------------- | ---------------------------- | ---------------------------- | ---------------------------- | ---------------------------- | ---------------------------- | ---------------------------- |
| الدرجة القصوى °م (°ف)                                    | 19.1 (66.4)                  | 21.6 (70.9)                  | 25.3 (77.5)                  | 30.4 (86.7)                  | 33.2 (91.8)                  | 36.0 (96.8)                  | 39.3 (102.7)                 | 39.4 (102.9)                 | 32.9 (91.2)                  | 27.7 (81.9)                  | 24.3 (75.7)                  | 21.4 (70.5)                  | 39.4 (102.9)                 |
| متوسط درجة الحرارة الكبرى °م (°ف)                        | 3.4 (38.1)                   | 6.1 (43.0)                   | 11.1 (52.0)                  | 15.7 (60.3)                  | 20.9 (69.6)                  | 23.9 (75.0)                  | 26.0 (78.8)                  | 25.8 (78.4)                  | 21.5 (70.7)                  | 15.5 (59.9)                  | 8.6 (47.5)                   | 4.4 (39.9)                   | 15.2 (59.4)                  |
| المتوسط اليومي °م (°ف)                                   | −0.2 (31.6)                  | 1.6 (34.9)                   | 5.8 (42.4)                   | 10.3 (50.5)                  | 15.4 (59.7)                  | 18.5 (65.3)                  | 20.2 (68.4)                  | 19.5 (67.1)                  | 15.4 (59.7)                  | 10.0 (50.0)                  | 4.6 (40.3)                   | 1.0 (33.8)                   | 10.2 (50.4)                  |
| متوسط درجة الحرارة الصغرى °م (°ف)                        | −3.7 (25.3)                  | −2.5 (27.5)                  | 1.0 (33.8)                   | 4.7 (40.5)                   | 9.2 (48.6)                   | 12.6 (54.7)                  | 14.1 (57.4)                  | 13.5 (56.3)                  | 10.0 (50.0)                  | 5.5 (41.9)                   | 1.0 (33.8)                   | −2.2 (28.0)                  | 5.3 (41.5)                   |
| أدنى درجة حرارة °م (°ف)                                  | −26.8 (−16.2)                | −28 (−18)                    | −23.4 (−10.1)                | −5.5 (22.1)                  | −2.3 (27.9)                  | 2.2 (36.0)                   | 4.7 (40.5)                   | 3.2 (37.8)                   | −3.1 (26.4)                  | −7.5 (18.5)                  | −19.6 (−3.3)                 | −22.7 (−8.9)                 | −28 (−18)                    |
| الهطول مم (إنش)                                          | 38.9 (1.53)                  | 42.0 (1.65)                  | 50.9 (2.00)                  | 63.1 (2.48)                  | 71.8 (2.83)                  | 96.5 (3.80)                  | 91.2 (3.59)                  | 88.0 (3.46)                  | 84.7 (3.33)                  | 80.6 (3.17)                  | 77.0 (3.03)                  | 58.3 (2.30)                  | 843.1 (33.19)                |
| متوسط أيام هطول الأمطار (≥ 0.1 mm)                       | 9.2                          | 9.3                          | 10.9                         | 12.9                         | 13.2                         | 14.0                         | 12.1                         | 10.9                         | 10.3                         | 10.4                         | 11.1                         | 11.2                         | 135.4                        |
| متوسط الأيام المثلجة (≥ 1.0 cm)                          | 13.5                         | 9.9                          | 3.4                          | 0.5                          | 0.0                          | 0.0                          | 0.0                          | 0.0                          | 0.0                          | 0.0                          | 3.7                          | 9.4                          | 40.4                         |
| متوسط الرطوبة النسبية (%)                                | 84.1                         | 78.6                         | 73.2                         | 69.1                         | 69.6                         | 70.9                         | 71.7                         | 74.8                         | 79.3                         | 81.7                         | 84.7                         | 85.7                         | 76.9                         |
| ساعات سطوع الشمس الشهرية                                 | 77.5                         | 113.0                        | 148.8                        | 180.0                        | 238.7                        | 246.0                        | 279.0                        | 260.4                        | 195.0                        | 139.5                        | 84.0                         | 65.1                         | 2٬027                        |
| نسبة وصول أشعة الشمس                                     | 30                           | 43                           | 45                           | 49                           | 57                           | 59                           | 65                           | 65                           | 57                           | 47                           | 34                           | 29                           | 51                           |
| المصدر: Croatian Meteorological and Hydrological Service |                              |                              |                              |                              |                              |                              |                              |                              |                              |                              |                              |                              |                              |

## توأمة
لفاراجدين اتفاقيات توأمة مع كل من:
- كومانوفو
- زالاجيرسيج
- باد رادكرسبيرغ
- أوكسار
- رافنسبورغ
- مونتالي
- ترنافا
- بيتوج
- كوبلنتس (2007 - )
- بولا

## أعلام
- كارولينا سبريم
- دافور فوغرينتس
- بلاجنكو لاكوفيتش
- جوزيب كريزان
- ماركو روغ
- كرونوسلاف روفروك

## وصلات خارجية
- فارازدين
- صور فارازدين